# 21. oktober
21. oktober je 294. dan leta (295. v prestopnih letih) v gregorijanskem koledarju. Ostaja še 71 dni.

## Dogodki
- 1520 – Ferdinand Magellan odkrije Magellanov preliv, varen prehod iz Atlantskega v Tihi ocean
- 1573 – uvedena poštna zveza med Ljubljano in Gradcem
- 1600 – Turki zasedejo trdnjavo Velika Kaniža
- 1805 – v bitki pri Trafalgarju britanska Kraljeva vojna mornarica premaga francosko vojno mornarico
- 1824 – Joseph Aspdin patentira portlandski cement
- 1916 – Friedrich Adler v atentatu ubije avstro-ogrskega ministrskega predsednika grofa Stürgkha
- 1918 – Nemčija zaustavi totalno podmorniško vojno
- 1933 – Nemčija izstopi iz Društva narodov
- 1934 – Mao Dzedung s tovariši začne Dolgi pohod
- 1969 – Willy Brandt postane kancler Nemčije
- 1941 – pokol v Kragujevcu
- 1944 – prvi napad kamikaz: Japonska letala napadejo ladjo HMAS Australia pri otoku Leyte, na začetku bitke v zalivu Leyte
- 1945 – 
  - v Franciji se lahko ženske prvič udeleže volitev
  - Argentina: poročita se Juan Perón in Evita
- 1969 – Državni udar v Somaliji, oblast prevzame Siad Barre
- 2008 – na dvodnevni obisk v Slovenijo prispe britanska kraljica Elizabeta II.

## Rojstva
- 1328 – cesar Hongwu, kitajski cesar dinastije Ming († 1398)
- 1650 – Jean Bart, francoski pomorski častnik, gusar († 1702)
- 1691 – Ivan Dizma Florjančič de Grienfeld, slovenski matematik, astronom, kartograf († okoli 1757)
- 1757 – Pierre François Charles Augereau,  maršal Francoskega cesarstva († 1816)
- 1772 –
  - Claude Charles Fauriel, francoski zgodovinar, filolog, kritik († 1844)
  - Samuel Taylor Coleridge, angleški pesnik, kritik, filozof († 1834)
- 1790 – Alphonse de Lamartine, francoski pesnik († 1869)
- 1833 – Alfred Nobel, švedski kemik, ustanovitelj Nobelove nagrade († 1896)
- 1897 – Georg Ritter von Hengl, nemški general († 1952)
- 1912 – Georg Solti, britanski pianist, dirigent madžarskega rodu († 1997)
- 1914 – Martin Gardner, ameriški matematik († 2010)
- 1917 – Dizzy Gillespie, ameriški jazzovski glasbenik († 1993)
- 1924 – Celia Cruz, kubanska pevka salse († 2003)
- 1929 – Ursula Kroeber Le Guin, ameriška pisateljica († 2018)
- 1931 – Kajetan Kovič, slovenski pesnik († 2014)
- 1942 – Robert Sutton Harrington, ameriški astronom († 1993)
- 1949 –
  - Mike Keenan, kanadski trener hokeja
  - Benjamin Netanjahu, izraelski politik in predsednik vlade
- 1950 – Ronald Erwin McNair, ameriški astronavt († 1986)
- 1951 – Janez Hvale, slovenski glasbenik, skladatelj in besedilopisec († 2021)
- 1952 – Brent Mydland, ameriški glasbenik (Grateful Dead) († 1990)
- 1956 – Carrie Fisher, ameriška igralka, pisateljica, producentka in humoristka († 2016)
- 1957 – Wolfgang Ketterle, nemški fizik, nobelovec
- 1959 – Ken Watanabe, japonski igralec
- 1965 – Ion Andoni Goikoetxea, španski nogometaš
- 1967 – Paul Ince, angleški nogometaš
- 1969 – Anja Medved, slovenska režiserka in scenaristka
- 1971 – Nick Oliveri, ameriški glasbenik ( Mondo Generator, Queens of the Stone Age)
- 1975 – Henrique Hilário, portugalski nogometaš
- 1981 – Nemanja Vidić, srbski nogometaš
- 1984 – Kieran Richardson, angleški nogometaš
- 1986 – Chibuzor Chilaka, nigerijski nogometaš
- 1990 – Ricky Rubio, španski košarkar
- 1992 – Bernard Tomic, avstralski tenisač

## Smrti
- 1096 – Gautier Sans-Avoir, francoski vitez, vojaški voditelj t. i. križarskega pohoda ubogih
- 1221 – Alicija Bretonska, vojvodinja (* 1201)
- 1266 – Birger Magnusson, švedski vojvoda, državnik in križar (* 1210)
- 1270 - Hetum I. Kilikijski, armenski kralj (* 1213)
- 1422 – Karel VI., francoski kralj (* 1368)
- 1627 – Frederick de Houtman, nizozemski raziskovalec, pomorščak (* 1571)
- 1650 – Pedro de Espinosa, španski pesnik (* 1578)
- 1805 – Horatio Nelson, angleški admiral (* 1758)
- 1872 – Jacques Babinet, francoski fizik (* 1794)
- 1881 – Johann Kaspar Bluntschli, švicarski pravnik (* 1808)
- 1893 – Julián del Casal, kubanski pesnik (* 1863)
- 1896 – James Henry Greathead, britanski gradbenik (* 1844)
- 1911 – Josip Vošnjak, slovenski politik, pisatelj, zdravnik (* 1834)
- 1931 – Arthur Schnitzler, avstrijski pisatelj, zdravnik (* 1862)
- 1932 – Anton Funtek, slovenski pesnik, pisatelj, prevajalec (* 1862)
- 1967 – Ejnar Hertzsprung, danski astronom, kemik (* 1873)
- 1969 – 
  - Wacław Franciszek Sierpiński, poljski matematik (* 1882)
  - Jack Kerouac, ameriški pisatelj (* 1922)
- 1978 – Anastas Mikojan, armenski (sovjetski) politik (* 1895)
- 1984 – François Truffaut, francoski filmski režiser (* 1932)
- 1995 – Shannon Hoon, ameriški pevec (Blind Melon) (* 1967)
- 2003 – Elliott Smith, ameriški glasbenik (* 1969)
- 2005 – Tara Correa-McMullen, ameriška igralka (* 1989)
- 2006 – 
  - Daryl Duke, kanadski režiser (* 1929)
  - Sandy West, ameriška glasbenica (The Runaways) (* 1959)
- 2007 – Paul Fox, angleški pevec (The Ruts) (* 1951)
- 2011 – Tone Pavček, slovenski pesnik (* 1928)